# Пореч
По́реч (хорв. Poreč) или Паренцо (итал. Parenzo, лат. Parentium) — город в Хорватии, на западном побережье полуострова Истрия. Население — 16 696 человек (2011).

## География
Пореч связан регулярным междугородным автобусным сообщением с крупными хорватскими городами, а также с Италией и Словенией.
Город связан прибрежными шоссе с городами Ровинь, Пула и Умаг; а также с Риекой и через неё — с остальной Хорватией. Некогда большой и важный порт ныне обслуживает главным образом туристов, его грузовое значение мало.
Пореч, как и вся хорватская Истрия, многонационален (хорваты, словенцы, итальянцы, сербы, албанцы) и традиционно очень терпим к разным культурам. Многие жители определяют свою национальность как «истриец».

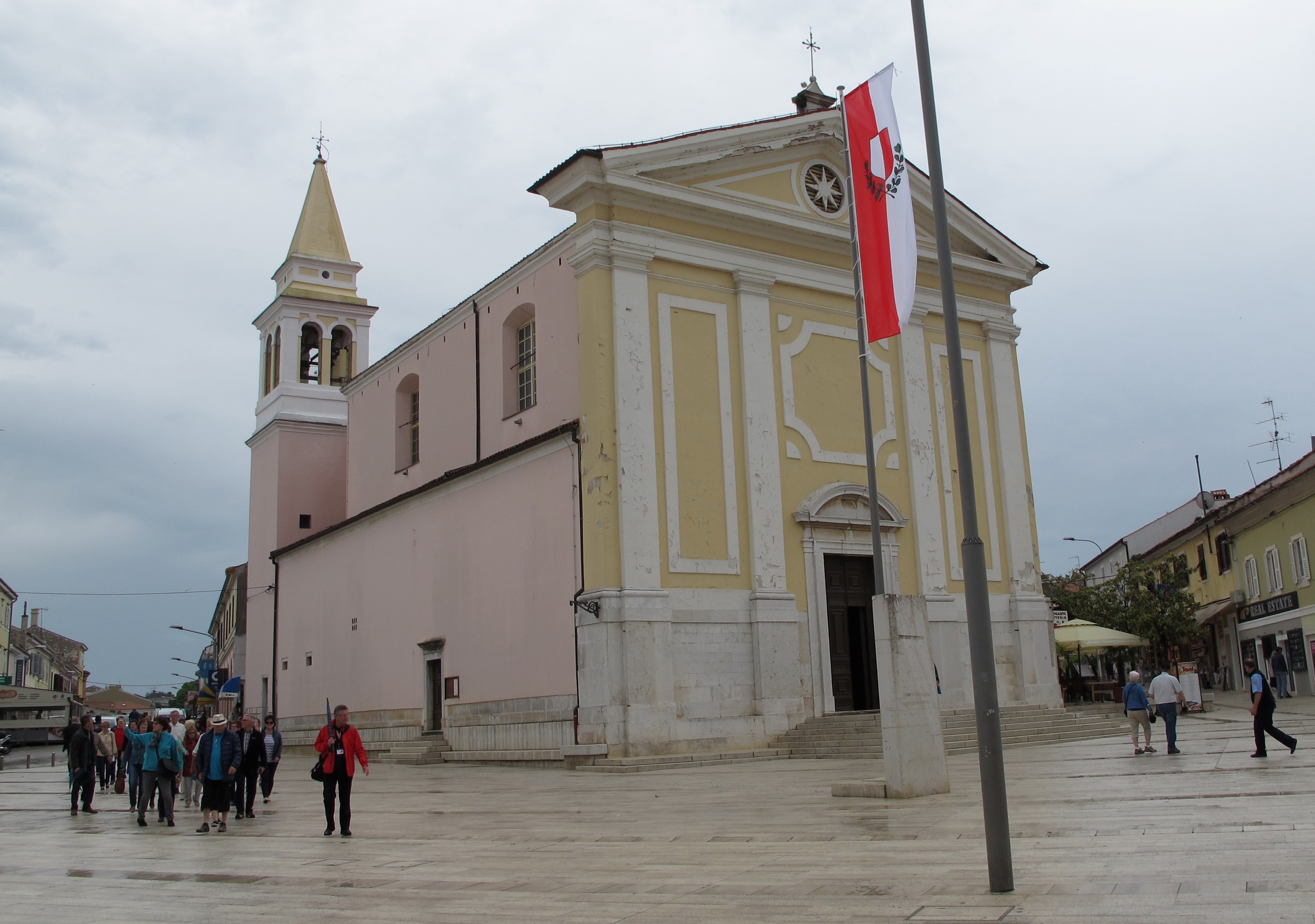
Церковь Богоматери Ангела

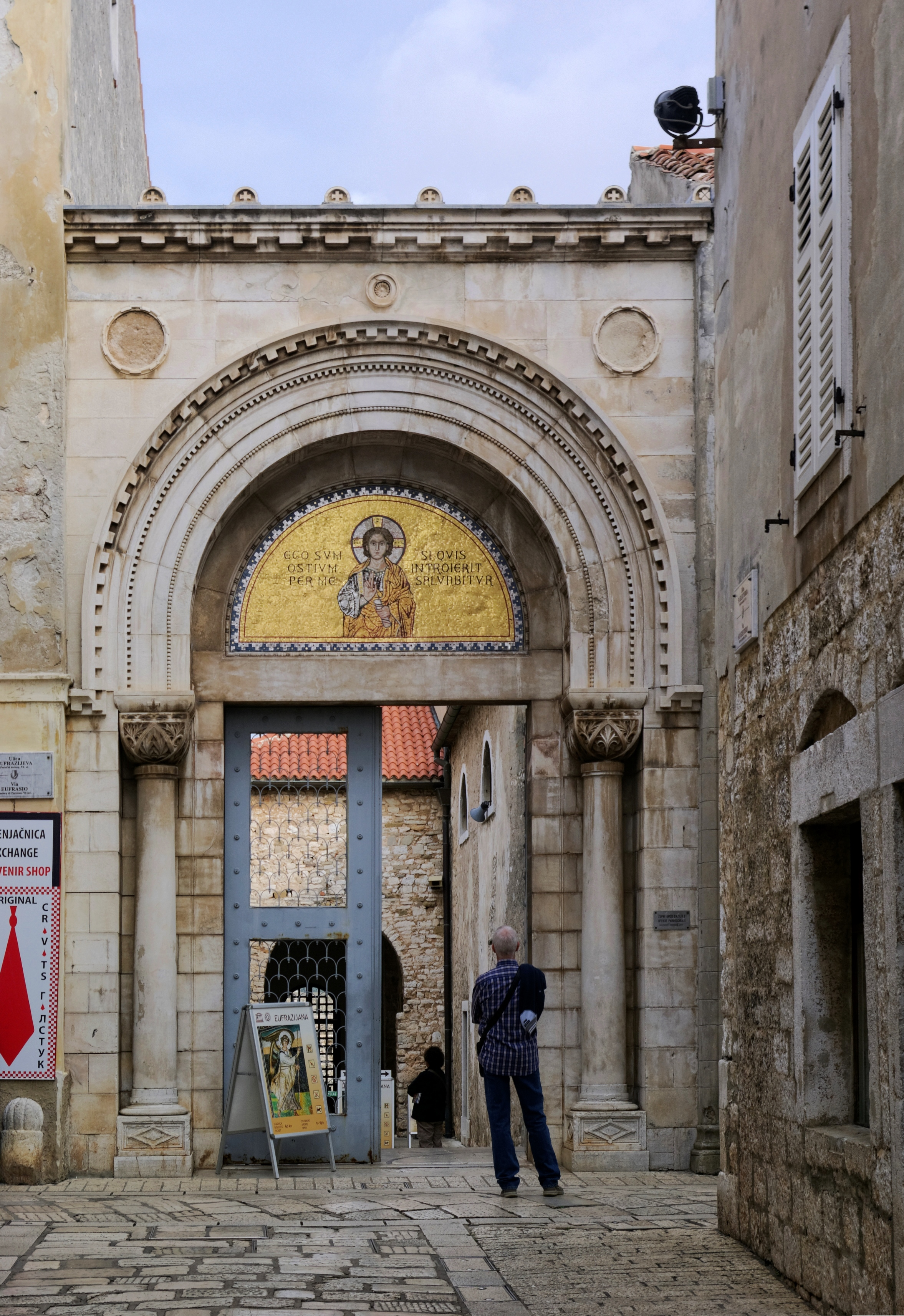
Главный вход в Евфразиеву базилику

Туризм приносит бо́льшую часть доходов города. Кроме туристического обслуживания, население занято в рыболовстве, рыбоперерабатывающей, пищевой промышленности и сельском хозяйстве.

## История
Поселение на месте Пореча существовало с доисторических времён. Около 2000 лет назад во время правления императора Октавиана Августа Парентиум официально получил статус города. Очень выгодное положение города в глубине бухты, прикрытой с моря островком св. Николая, способствовало быстрому росту города и порта.
В III веке в городе была основана христианская община, а в VI веке была построена и украшена мозаикой Евфразиева базилика, сохранившаяся до наших дней.
С 478 года, времени падения Западной Римской империи, по 1267 год, когда город стал принадлежать Венеции, Пореч многократно менял правителей. Им владели лангобарды, остготы, франки, византийцы, славяне. Последние пришли на Истрию в VII веке.
Венецианская республика владела городом более 500 лет вплоть до своего падения. Во время плавания по Адриатике в 1697 году П. А. Толстой записал в дневнике:
Город Паренца строения каменнаго, поставлен над морем на веселоватом месте; и около ево есть много оливных дерев сады; пища в том городе: хлеб, и мясо, и овощи — дешевле венецкаго вполы; и домовное строение в том городе Паренце всё каменное».
В 1797 году Пореч был присоединен к владениям Габсбургов. В период 1805—1813 город контролировали наполеоновские войска, а в 1813 году Пореч снова отошёл Австрии. После первой мировой войны Пореч вместе со всем полуостровом Истрия перешёл Италии, в то время как остальная Далмация вошла в состав Королевства сербов, хорватов и словенцев, позднее королевства Югославия.
После Второй мировой войны город стал частью Югославии. После распада последней в 1991 году город стал частью независимой Хорватии.

## Достопримечательности

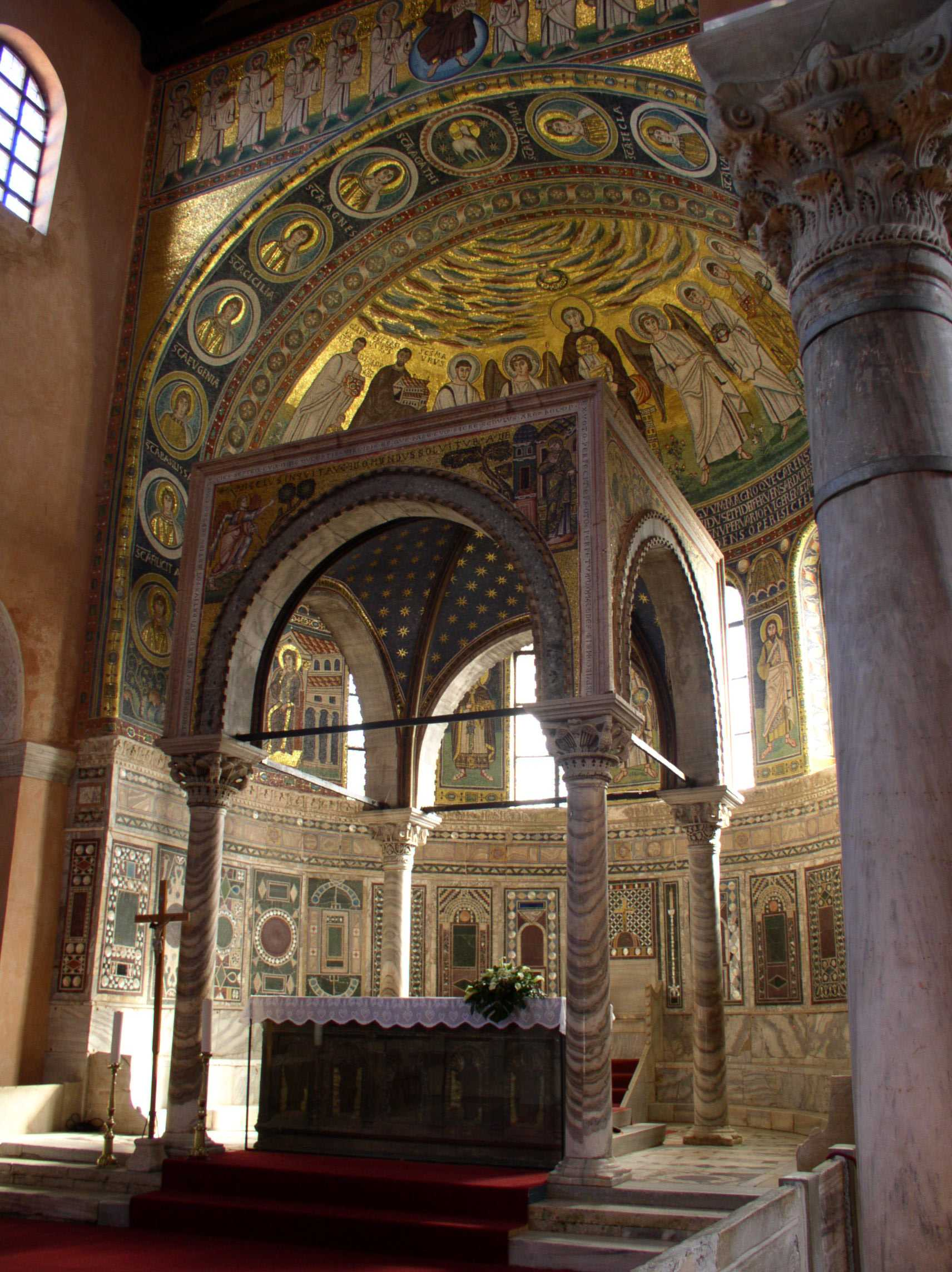
Евфразиева базилика

- Старый город — многие здания Пореча построены на фундаментах древнеримских построек. Остатки римского форума на площади Марафор. Большое количество дворцов и зданий венецианского периода.
- Декуманская улица — бывший римский «декуманус» — главная дорога города, ведущая к форуму.
- Евфразиева базилика (VI век) представляет собой трёхнефный храм с атриумом и восьмиугольным баптистерием. В IV веке при епископе Мавре здесь была построена церковь, а после 539 года при епископе Евфразии построена современная базилика. В базилике сохранились византийские мозаики. Комплекс Евфразиевой базилики внесен в список всемирного наследия ЮНЕСКО в 1997 году.
- Северная башня — расположена к северо-востоку от исторического центра города. Построена в XV столетии и частично сохранена до наших дней.
- Пятиугольная башня — расположена в начале центральной городской улицы Decumanus, при входе в исторический центр. Башня выстроена в готическом (?) стиле в середине XV столетия. Фасад башни украшает венецианский лев. Вплоть до начала французского вторжения в начале XIX башня была соединена с городскими воротами.
- Городские укрепления — вплоть до XVII столетия Пореч был окружен системой укреплений, сооруженной в XII—XVI столетиях. До наших времен сохранены отдельные их части, самыми примечательными из которых являются Пятиугольная (1447), Круглая (1473) и Полукруглая (1475) башни.
- Истрийский муниципалитет — здание, в котором первоначально была расположена Церковь Франциска, построенная в XIII столетии. В середине XVIII столетия фасад здания был переделан в духе модного тогда стиля барокко. Здание сохраняет своё предназначение и по сей день — чуть ранее оно использовалось для собраний парламента Истрии, а сегодня в нём заседает Окружной парламент.
- Площадь Марафор — старейшая и самая большая городская площадь. На площади расположены Храм Марса и Большой храм, который когда-то являлся самым большим в Адриатике. К западу от него расположен Храм Нептуна.
- Дом двух Святых — небольшой дом, построенный в романском стиле, фасад которого украшают статуи двух святых.
- Романский дом — построенное в романском стиле с внешней лестницей и деревянным балконом, отреставрированным в 1930 году.
- Храм Нептуна — т. н. Большой храм, построенный в начале первого столетия, расположен к северо-западу от площади Марафор. До наших дней дошла лишь часть его стен и фасада. Храм Нептуна расположен в парке к западу от площади Марафор. Сохранены только отдельные фрагменты этого древнего храма, посвященного богу моря.
- Круглые башни, построенные во второй половине XV столетия, расположены около Народной площади и прекрасно сохранились до наших дней. Открыты для свободного посещения.

## Музеи

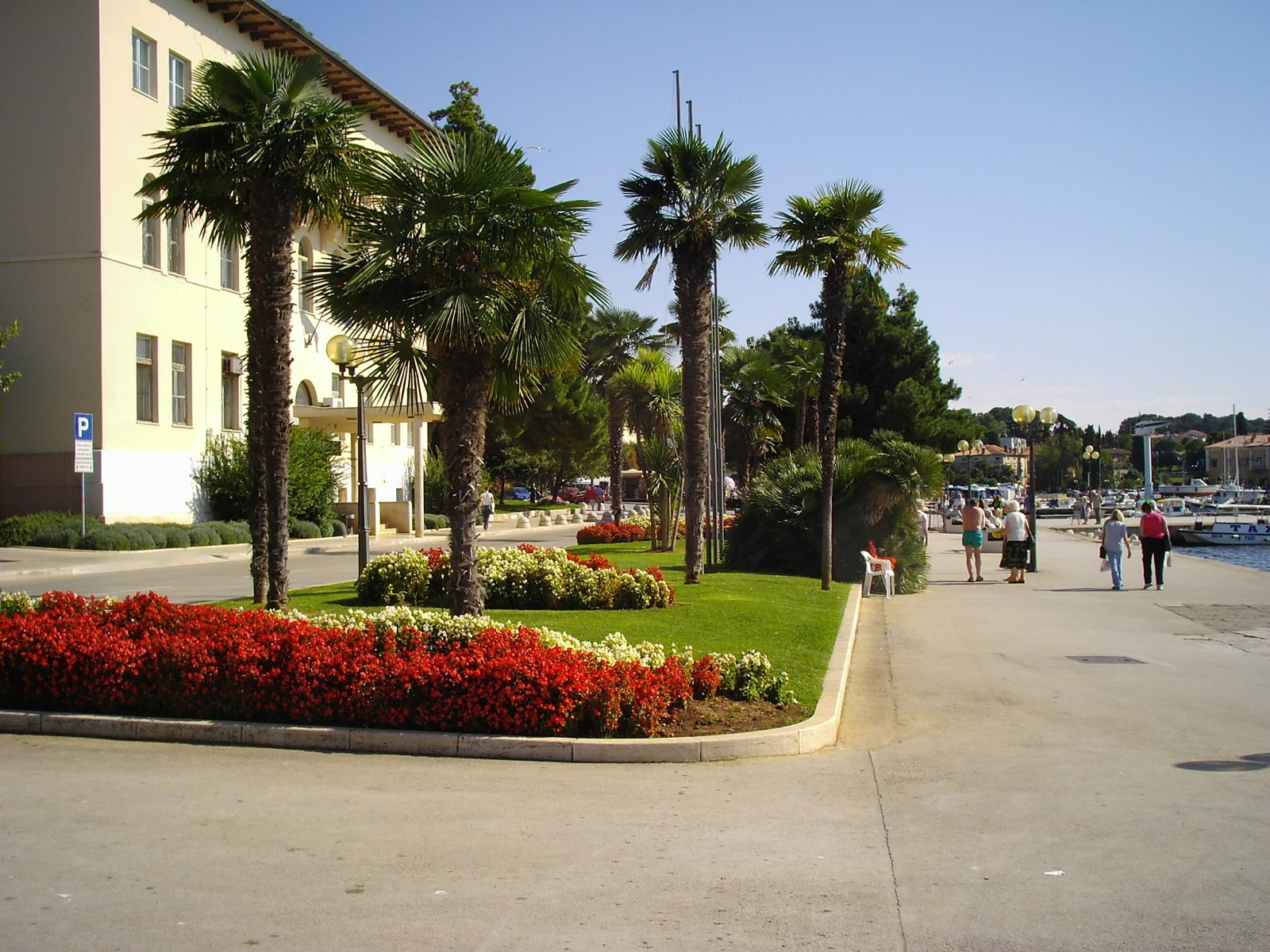
Взморье Пореча

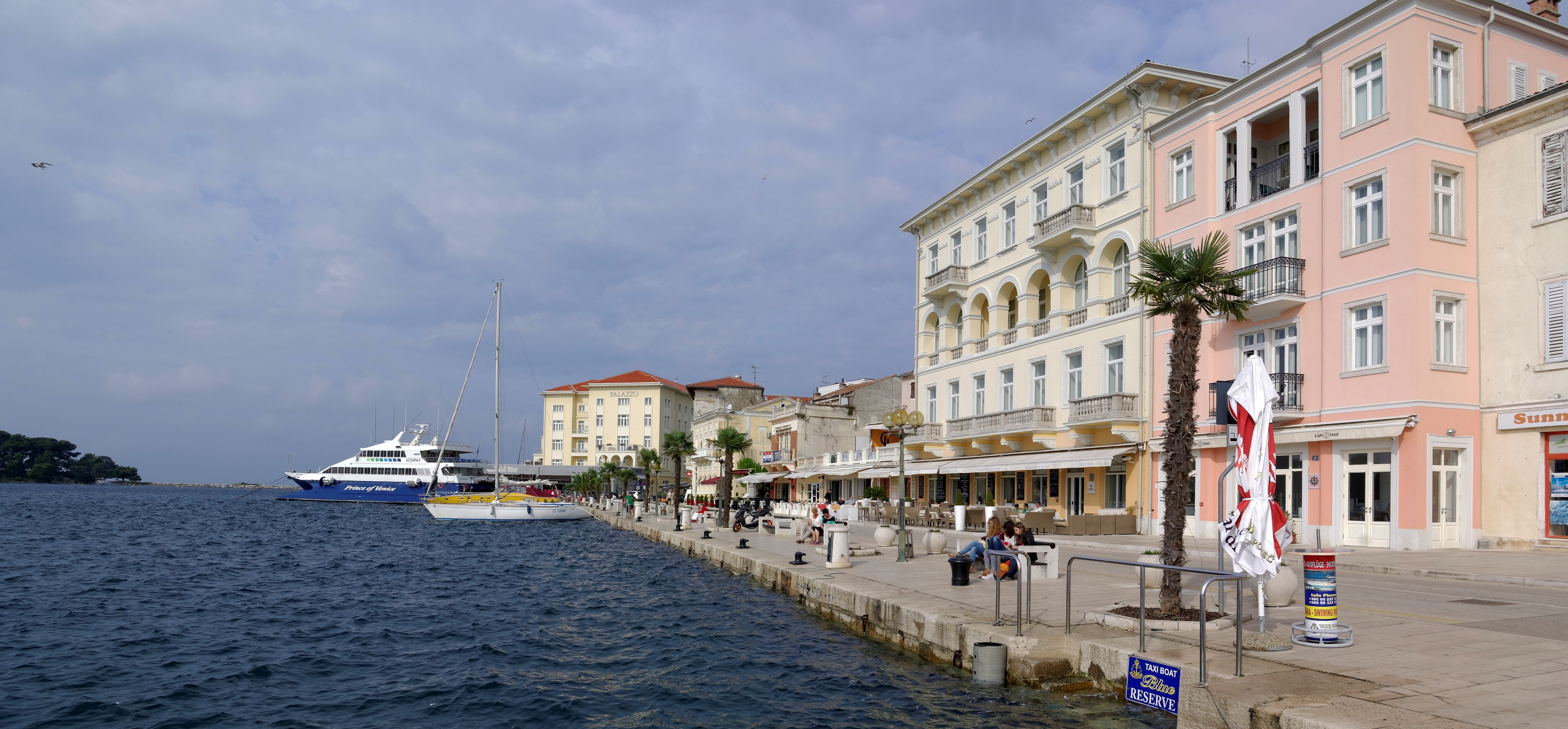
Набережная Пореча

- Музей истории города расположен в здании дворца, построенного в XVIII веке в стиле барокко. На первом этаже музея находится коллекция каменных фрагментов с римскими священными писаниями и коллекция керамики, найденная в ходе исторических раскопок. На втором этаже можно ознакомиться с коллекцией портретной живописи и предметами обихода семей Копар и Карли (последний потомок которого проживал в Порече). Музей также обладает коллекцией скульптур, относящейся к раннему средневековью, а также богатой библиотекой и подборкой исторических документов.

## Климат и погода
Город находится под влиянием умеренного средиземноморского климата, которому соответствуют теплое, сухое лето и мягкая зима. Среднее количество световых часов в году — 2388. Среднее число световых часов — 10 в день. Самая низкая температура моря у берегов города колеблется в пределах от 9,3 °C до 11,1 °C зимой и достигает 23,3—25,1 °C в июле-августе. Содержание соли в морской воде — около 36—38 промилле.